# 有賀長伯
有賀 長伯（ありが/あるが ちょうはく、1661年（寛文元年）- 1737年6月29日（元文2年6月2日））は、江戸時代前期から中期の歌人、国学者である。号は以敬斎、無曲軒、六喩がある。

## 経歴・人物
医師の家系の子して、京都に生まれる。後に大坂に移り、住吉にて貞門派の望月長孝及び平間長雅の門人となり国学や俳諧、詠歌を学んだ。
後に堂上家の歌学を参考にし、有賀家の七部書を執筆した事により上方における公卿二条家の歌風に影響を与えた。1695年（元禄8年）には伊勢の豊宮崎文庫における歌人の組合等を成立する等、代表的な歌人となった。なお、長伯が執筆した歌集は後に歌人の初心者における便宜に貢献した。子に有賀長因がいる。

## 主な門人
- 有賀長因
- 加藤景範
- 辻経長
- 川井立牧
- 堀内雲鼓

## 主な著作物

### 主著
- 『和歌世世の栞（和歌世々濃志遠利）』[6]- 1686年（貞享3年）刊行。
- 『和歌八重垣』[1][3]- 1700年（元禄14年）刊行。有賀家における七部書。
- 『和歌麓の塵』[3][5]- 1881年（明治14年）刊行。長伯没後、有賀家の代々が執筆。

### その他の著書

#### 存命中に刊行
- 『浜の真砂』[2]
- 『初学和歌式』[2]- 1696年（元禄9年）刊行。
- 『歌枕秋の寝覚』[2]- 1692年（元禄5年）刊行。
- 『和歌分類』- 1698年（元禄11年）刊行。

#### 没後に刊行
- 『俳諧指南』- 1759年（宝暦9年）刊行。